# Burgstall Burgselberg
Der Burgstall Burgselberg, Steinebach, Burxelberg, Donnerbichl genannt, bezeichnet eine abgegangene hochmittelalterliche Höhenburg in Spornlage bei 625 m ü. NHN auf dem „Burgstafelberg“ (Burgselberg) etwa 225 Meter nordöstlich der Pfarrkirche St. Martin von Steinebach am Wörthsee, einem Ortsteil der Gemeinde Wörthsee im Landkreis Starnberg in Bayern. Die Anlage wird als Bodendenkmal unter der Aktennummer D-1-7933-0082 im Bayernatlas als „Burgstall des hohen Mittelalters ("Burgselberg")“ geführt.

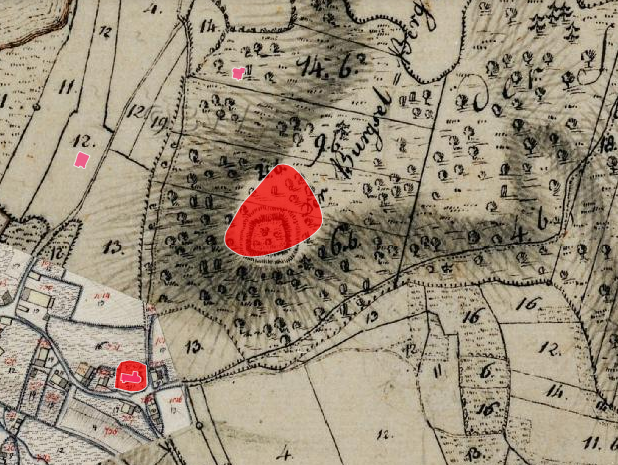
Lageplan von Burgstall Burgselberg auf dem Urkataster von Bayern

Von der ehemaligen Burganlage haben sich nur noch Erdanlagen in Form einer viereckigen Umwallung erhalten.

## Einzelnachweise

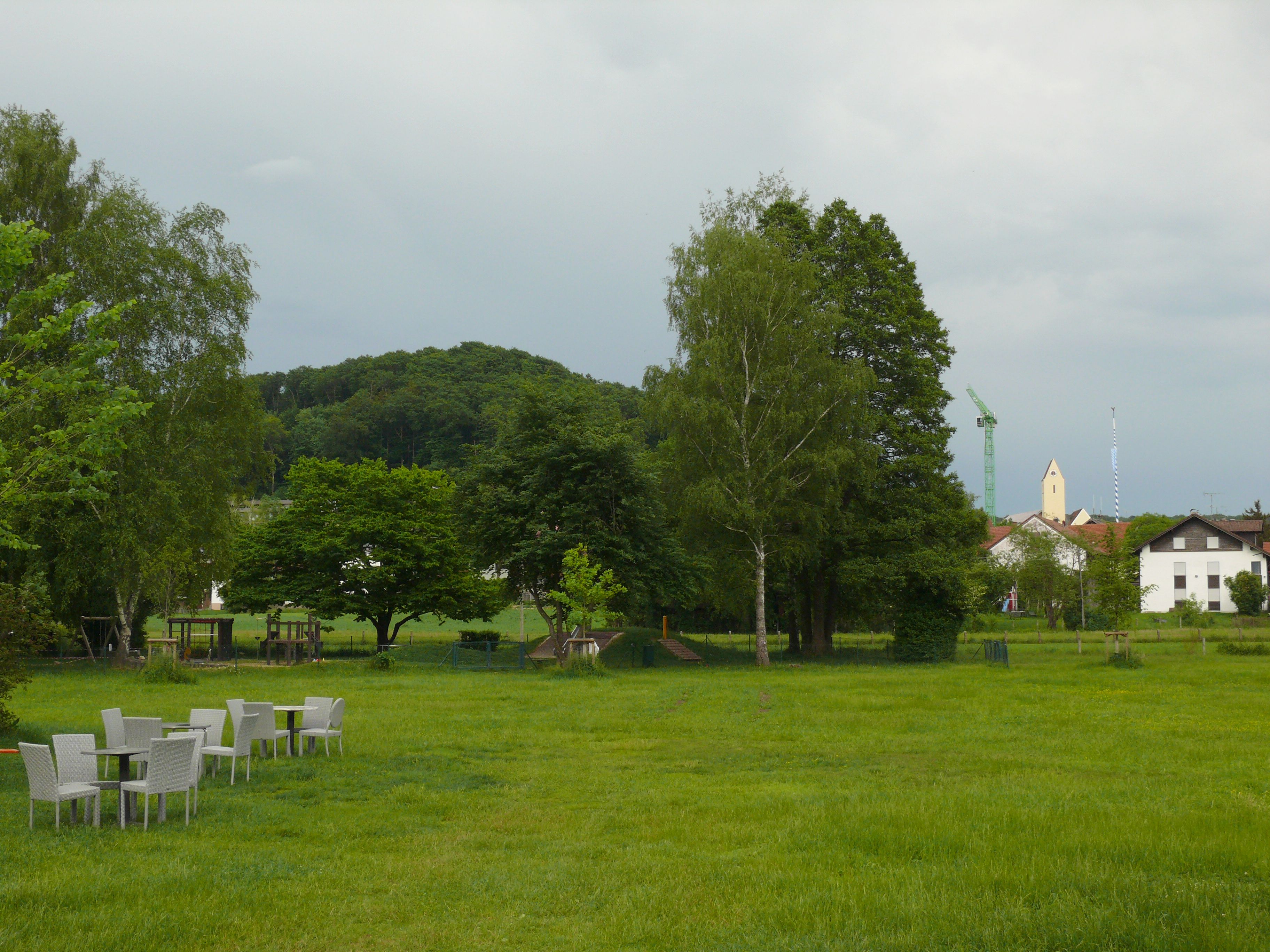
Blick von der Seepromenade zum Burgstafelberg mit dem Burgstall
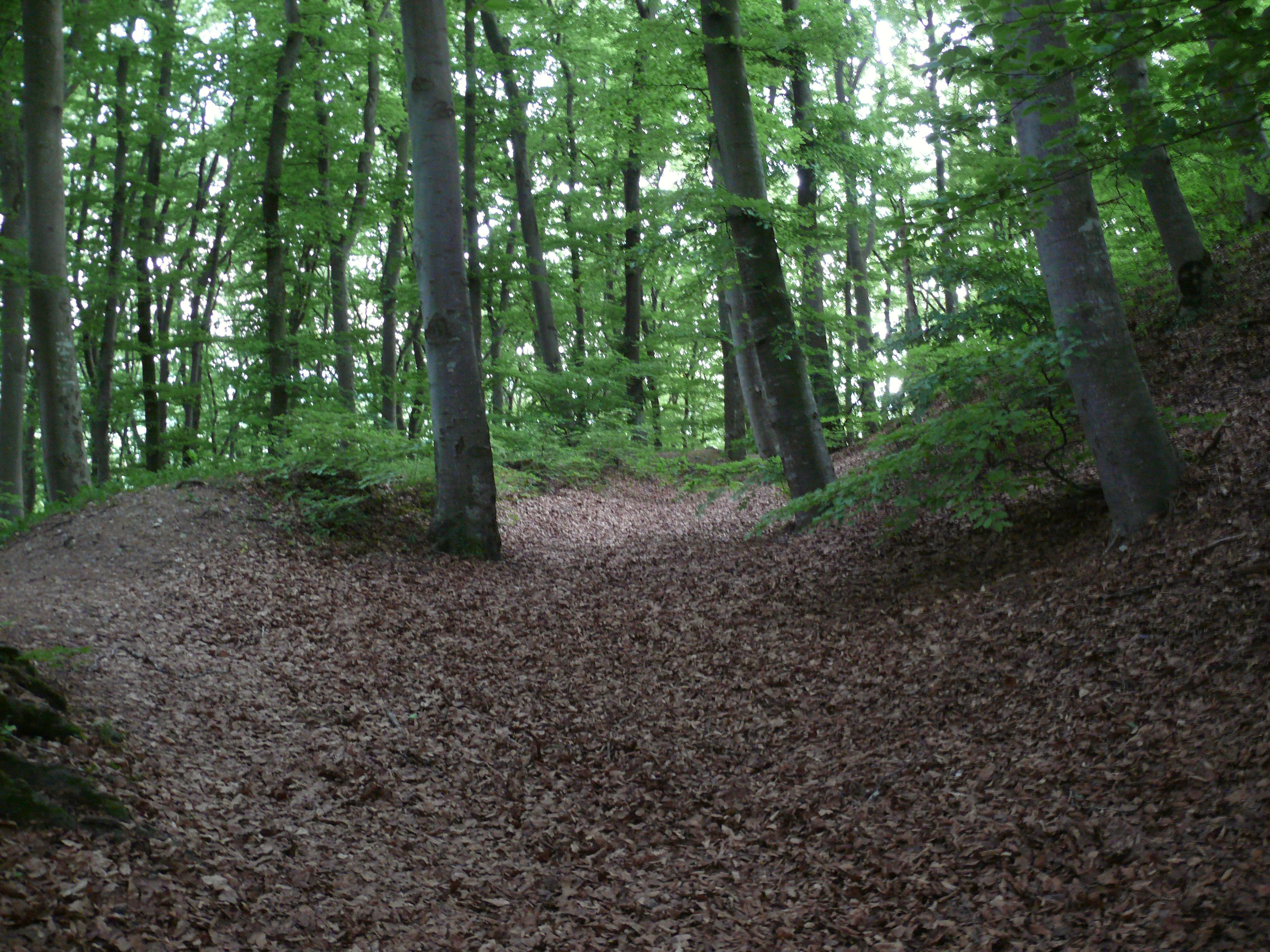
Reste der Befestigung